# Vlaams Wielercentrum Eddy Merckx
Das Vlaams Wielercentrum Eddy Merckx (deutsch Flämisches Radzentrum Eddy Merckx) ist eine Radrennbahn im belgischen Gent, Provinz Ostflandern. Sie ist neben dem Sport Vlaanderen Heusden-Zolder Velodroom Limburg (eröffnet 2023) eine von zwei überdachten Radrennbahnen in Belgien, die den internationalen Wettkampfstandards entspricht.
Das Wielercentrum, benannt nach Eddy Merckx, dem größten Rennfahrer der Radsportgeschichte, wurde am 17. Februar 2006 eröffnet. Sie liegt im Erholungsgebiet Blaarmeersen und ist Teil des Sport-Vlaanderen-Sportzentrums in Gent. Der Bau wurde von der Provinzregierung von Ostflandern, der Stadt Gent, dem belgischen und dem flämischen Radsportverband sowie der belgischen Lotteriegesellschaft finanziell unterstützt.
Hinter der Halle mit Radrennbahn erstreckt sich eine BMX-Piste, und der Innenraum der Radrennbahn ist für die Sportarten Handball, Korfball, Volleyball, Badminton und Radball nutzbar.
Seit der Eröffnung des Wielercentrums finden dort jährlich die belgischen Bahnmeisterschaften statt. 2019 wurden in der Halle die UEC-Bahn-Europameisterschaften der Junioren/U23 ausgetragen.